# Eero Hirvonen
Eero Hirvonen (* 30. Januar 1996 in Laukaa) ist ein finnischer Nordischer Kombinierer.

## Werdegang
Hirvonen, der für Jyväskylä SC startete, gab sein internationales Debüt Mitte Dezember 2013 beim Continental-Cup-Wettbewerb in Soldier Hollow, verpasste jedoch die Punkteränge. Erst im März konnte er mit Erreichen des 20. Platzes im heimischen Kuusamo erstmals Continental-Cup-Punkte holen. Beim Saisonabschluss zwei Tage später erzielte er mit dem sechsten Rang beim Gundersen-Wettkampf von der Großschanze und über 15 Kilometer sein bestes Saisonresultat.
In der Saison 2014/15 debütierte Eero Hirvonen am 6. März 2015 in Lahti im Weltcup der Nordischen Kombination. Beim Gundersen-Wettbewerb von der Großschanze belegte er den 33. Platz. In der Saison 2015/16 konnte Hirvonen am 19. Februar 2016 in einen Einzelwettbewerb zum ersten Mal Weltcup-Punkte sammeln, als er in Lathi beim Gundersen-Wettbewerb von der Großschanze den 25. Platz belegte. Am Ende der Saison belegte Hirvonen in der Gesamtwertung den 56. Rang.
Bei seiner dritten Teilnahme an einer Juniorenweltmeisterschaft 2016 gewann Hirvonen schließlich im rumänischen Râșnov als Dritter mit dem Team seine erste Medaille. Wenige Tage zuvor hatte er als Vierter im Gundersen-Wettkampf über 10 km eine Einzelmedaille verpasst.
Im Winter 2016/17 konnte er sowohl seinen ersten Top-Ten-Platz als auch seinen ersten Podestplatz erreichen. Beim Gundersen-Wettbewerb von der Großschanze in Kuusamo am 26. November 2016 belegte er den siebten Platz und am 7. Januar 2017 belegte er beim gleichen Wettbewerb in Lahti den zweiten Platz hinter dem Deutschen Eric Frenzel. Bei den nordischen Skiweltmeisterschaften 2017 in Lahti belegte er von der Normalschanze den neunten sowie von der Großschanze den 21. Platz. Gemeinsam mit Leevi Mutru, Ilkka Herola und Hannu Manninen platzierte er sich beim Teamwettbewerb auf dem fünften Rang, wohingegen er sich im Teamsprint zusammen mit Herola auf dem siebten Platz einreihte.
Herola nahm im Februar 2018 an den Olympischen Winterspielen in Pyeongchang teil, wo er sowohl bei den beiden Einzelwettbewerben als auch mit dem Team den sechsten Platz erreichte.
Am 9. Februar 2019 gewann er im Teamsprint im finnischen Lahti gemeinsam mit Ilkka Herola erstmals einen Weltcupwettbewerb. Zwei Wochen später reichte es bei den nordischen Skiweltmeisterschaften 2019 in Seefeld in dieser Disziplin nur zu Rang sieben.

## Erfolge

### Weltcupsiege im Team
| Nr. | Datum           | Ort   | Disziplin    |
| --- | --------------- | ----- | ------------ |
| 1.  | 9. Februar 2019 | Lahti | Teamsprint 1 |

## Statistik

### Platzierungen bei Olympischen Winterspielen
| Jahr und Ort     | Wettbewerb   | Wettbewerb   | Wettbewerb |
| Jahr und Ort     | Gundersen NS | Gundersen GS | Team       |
| ---------------- | ------------ | ------------ | ---------- |
| 2018 Pyeongchang | 06.          | 06.          | 06.        |
| 2022 Peking      | 17.          | 20.          | 08.        |

### Platzierungen bei Weltmeisterschaften
| Jahr und Ort    | Wettbewerb | Wettbewerb   | Wettbewerb | Wettbewerb | Wettbewerb |
| Jahr und Ort    | Einzel NS  | Gundersen GS | Team       | Teamsprint | Mixed-Team |
| --------------- | ---------- | ------------ | ---------- | ---------- | ---------- |
| 2017 Lathi      | 09.        | 21.          | 05.        | 07.        | —          |
| 2019 Seefeld    | DNF        | 20.          | 05.        | 07.        | —          |
| 2021 Oberstdorf | —          | 18.          | 05.        | 05.        | —          |
| 2023 Planica    | 19.        | 11.          | 05.        | —          | 06.        |
| 2025 Trondheim  | 16.        | 34.          | 04.        | —          | 05.        |

### Weltcup-Platzierungen
| Saison  | Platz | Punkte |
| ------- | ----- | ------ |
| 2015/16 | 56.   | 006    |
| 2016/17 | 08.   | 464    |
| 2017/18 | 06.   | 755    |
| 2018/19 | 24.   | 223    |
| 2019/20 | 36.   | 045    |
| 2020/21 | 19.   | 181    |
| 2021/22 | 24.   | 144    |
| 2022/23 | 16.   | 400    |

### Grand-Prix-Platzierungen
| Saison | Platz | Punkte |
| ------ | ----- | ------ |
| 2016   | 26.   | 029    |
| 2017   | 18.   | 097    |
| 2019   | 38.   | 040    |
| 2021   | 22.   | 056    |